# Daniellia oliveri
Daniellia oliveri là một loài thực vật có hoa trong họ Đậu. Loài này được (Rolfe) Hutch. & Dalziel mô tả khoa học đầu tiên.

## Phân bố và môi trường sống
Daniellia oliveri được tìm thấy ở vùng nhiệt đới phía Tây và Trung Phi, phạm vi của nó kéo dài từ Sénégal đến Sudan, Uganda và Cộng hòa Dân chủ Congo. Nó là một thành phần điển hình của vùng sinh thái khảm rừng savanna và mọc ở thảo nguyên rừng, nơi thường là cây lớn nhất. 